# Крушевацкая крепость
Крушевацкая крепость или Шарен-Град — крепость в Сербии, находится в городе Крушевац. Включала в себя резиденцию князя Лазаря Хребельяновича и Церковь Святого Первомученика Стефана, иначе именую Лазарицей.
Первое упоминание крепости в Крушеваце датируется 1381 годом, поэтому предполагается, что её воздвиг князь Лазарь. Возможно, он обновил и достроил уже существовавшее там укрепление. Тогда Крушевац был столицей сербского государства. После битвы на Косовом поле в 1389 году её заняли турки, однако вскоре сербы выбили их оттуда. В 1405 году столица была перенесена в Белград, однако ни Крушевац, ни его крепость не потеряли своего значения. В 1413 году её вновь захватывают турки и вновь сдают спустя небольшой промежуток времени. В 1427 году Крушевац снова переходит под контроль турок, но спустя 10 лет его захватывает венгерское войско. В 1444 году венгры вернули город сербской деспотии. В 1454 году его захватывает османское войско. Турки назвали крепость Аладжа Хисар или Шарен-Град.
В XVIII столетии турки теряли Крушевац дважды — во время войны 1737—1739 годов и в 1789 году. В 1791 году австрийцы вернули его Османской империи. Во время сербских восстаний в начале XIX века сербы занимали город в 1806 и 1810 годах, однако затем его вновь захватывали турецкие войска. В 1833 году турецкий гарнизон окончательно покинул Крушевац и его крепость.